# 삼위일체뇌
삼위일체뇌(Triune Brain)는 폴 맥린에 의해 제시된 진화학적 관점에서 본 인간의 뇌구조를 설명하기 위한 모델이다. 이에 따르면 인간의 뇌는 진화의 과정에 따라 기본적은 신경계의 틀에서 R복합체(R-영역), 변연계, 신피질(대뇌피질)로 안대뇌피질부터 차례로 발달하여 왔다. 이는 또한 에른스트 헤켈의 발생반복설과 연결되어있다. 삼중뇌라고도 한다.
R-영역 : 파충류의 뇌 , 변연계 : 포유류의 뇌 , 대뇌피질 : 영장류의 뇌

## R복합체(R-영역)

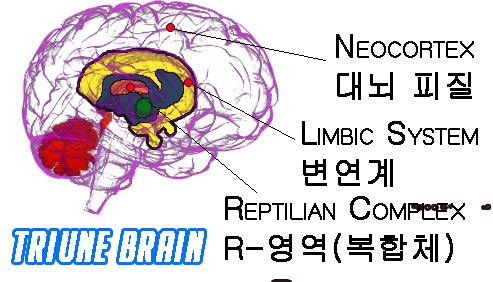
make by Edwards_AllanbTriune Brain

R복합체는 "파충류의 뇌"라 불린다. R은 파충류(Reptile)를 의미한다. 이 부분은 가장 먼저 발달하였으며 뇌간과 소뇌를 포함하고 있으며 기본적인 생존의 행동과 생각이 나온다.
뇌간 상단부를 모자처럼 뒤덮고 있는 부위
- 관장하는 행동

```
  * 인간의 공격적 행위
  * 정형화된 의식 행위
  * 자기 세력권의 방어
  * 계층적 위계 질서의 유지
```

R-영역은 수억 년 전 인간이 아직 파충류였던 시기에 발달했다.
인간의 두개골 내부 깊숙한 곳에는 아직 악어의 뇌가 남아 있는 것이다.

## 변연계

뇌의 대뇌변연계

1952년 맥린에 의해 소개되었으며 "포유류의 오래된 뇌"로 알려졌다. 감정과 본능의 원천인 부분이며 이 부분이 자극이 되면 특정 생각과 감정이 발생한다고 알려져 있다. 편도체, 시상하부와 해마로 이루어져 있다. 이 부분은 반드시 신피질과 연관되어야만 기능을 발휘할 수 있다.
진화론적 관점에서 보면 인간이 원시 포유동물일 때 생긴 뇌이다.
- 변연계가 관장하는 기능

```
  * 정서적 반응과 행동 (예, 기분, 감정, 걱정)
  * 자녀 보호의 본능(예, 모성애)
```

## 신피질(대뇌피질)
고등 포유류의 진화 마지막 단계에서 발달한 부분으로 대뇌피질과 같다. 이 부분은 이성적 사고, 언어, 고차원의 사고 능력이 발휘되는 부분이다.
뇌의 가장 바깥 부분에 위치한다.
수백만 년 전 인간이 영장류였던 시기에 생긴 부위로
대뇌 피질은 원시 두뇌(R-영역, 변연계)를 둘러싸고 억제하고 있다.
두뇌 질량의 2/3를 차지한다.
대뇌 피질은 두 가지로 분류할 수 있다.
- 대뇌 피질의 오른쪽 반구

```
  * 패턴의 인식
  * 직관과 감수성의 발동
  * 창조적 통찰
```

- 대뇌 피질의 왼쪽 반구

```
  * 이성적 분석
  * 분석적 사고
  * 비판적 사고
```

즉 한쪽에서는 아이디어를 내놓고 다른 한쪽에서는 그 아이디어의 실효성을 검증하는 식이다.